# Mundo Novo (kommun i Brasilien, Goiás)
Mundo Novo är en kommun i Brasilien.   Den ligger i delstaten Goiás, i den centrala delen av landet, 300 km nordväst om huvudstaden Brasília. Antalet invånare är 6 422.
Omgivningarna runt Mundo Novo är en mosaik av jordbruksmark och naturlig växtlighet. Runt Mundo Novo är det mycket glesbefolkat, med 4 invånare per kvadratkilometer.